# Oberthann (Schweitenkirchen)
Oberthann ist ein Gemeindeteil der Gemeinde Schweitenkirchen im oberbayerischen Landkreis Pfaffenhofen an der Ilm. Das Dorf liegt circa einen Kilometer westlich von Schweitenkirchen und ist über die Staatsstraße 2045 zu erreichen.

## Baudenkmäler
Siehe: Liste der Baudenkmäler in Oberthann